# Tianjun
Tianjun (chiń. 天峻县; pinyin: Tiānjùn Xiàn; tyb. ཐེན་ཅུན་རྫོང་, Wylie then cun rdzong, ZWPY: Têmqên Zong) – powiat w środkowych Chinach, w prowincji Qinghai, w prefekturze autonomicznej Haixi. W 2000 roku liczył 18 927 mieszkańców.